# Fever (альбом Bullet for My Valentine)
«Fever» (укр. Лихоманка) — третій студійний альбом валлійського металкор-гурту Bullet for My Valentine, основний реліз якого містить одинадцять треків. Альбом вийшов 26 та 27 квітня 2010 у Великій Британії та США відповідно. За перший тиждень виходу альбом був проданий обсягом 71 000 примірників у США та 21 965 примірників у Великій Британії, дебютувавши на третьому місці Billboard 200 та № 1 у чартах Billboard 's Rock та Alternative, що зробило його найуспішнішим у чартах на момент виходу альбому. З моменту виходу «Fever» було продано понад 600 000 копій в усьому світі. Він також став золотим у Великій Британії наприкінці 2013.

## Передумови та запис

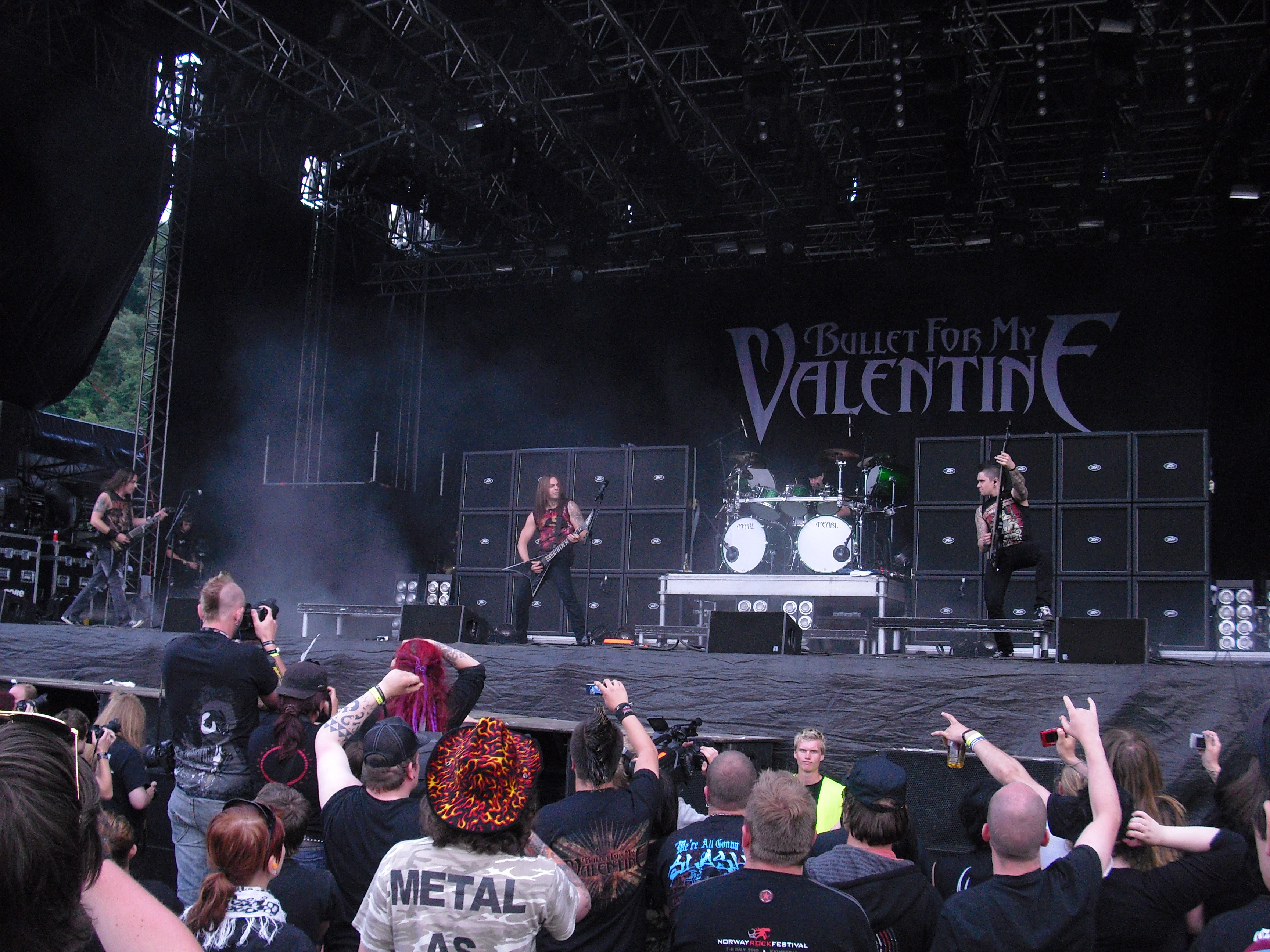
Виступ Bullet for My Valentine на фестивалі Norway Rock у 2010

На початку 2009 року, приблизно через рік після того, як Bullet for My Valentine випустили свій другий студійний альбом Scream Aim Fire, гурт почав писати новий матеріал. В інтерв'ю у березні 2009 року з Metal Hammer, Меттью Так заявив, що на попередніх альбомах він писав тексти для пісень тільки після того, як тільки команда закінчувала писати інструментальні партії; але для цього альбому вони робили це одночасно. Bullet for My Valentine почали запис матеріалу у квітні 2009 з продюсером Доном Гілмором (найбільш відомим співпрацею з Linkin Park та Good Charlotte), на студії Monnow Valley, Монмут, Уельс. При цьому вони скасували виступи у Південній Африці, щоб продовжити запис. Команда взяла перерву від запису в середині 2009 року для виступів у різних турах, включаючи фестиваль Mayhem 2009. Під час фестивалю Mayhem, Bullet for My Valentine включили нову пісню («Your Betrayal») до свого концертного списку композицій. Після закінчення виступів гурт повернувся до студії, щоб закінчити альбом. Запис був завершений у грудні 2009, і незабаром після цього Дон Гілмор почав зведення альбому у студії The Document Room, Малібу, Каліфорнія, США.
В інтерв'ю 12 березня 2010 для британського журналу Metal Hammer Меттью Так, відомий завдяки своєму співу, грі на гітарі та написанням текстів пісень, розповів про процес написання та запису нового альбому:
«Ми хотіли зробити щось свіже і захоплююче, але це все ж таки ми. Участь Дона Гілмора було дуже усвідомленим рішенням. Ми не хотіли, щоб він змінив нас як музикантів, просто допомогти з вокалом і показати наші найкращі виступи. […] Це дивна річ, коли співаєш у студії; ти не отримуєш адреналін, енергію, кайф, це ти перед мікрофоном дивишся на хлопця, що дивиться на тебе. Виступити у студії було важко, але Дон був приголомшливим. Ми переписували тексти та мелодії до п'яти разів на деяких композиціях, тому що він не вважав, що вони достатньо сильні. Ми шалено працювали над тим, щоб вокальні партії були різними, але все ж це Bullet for My Valentine. Вокал зайняв більше часу, ніж все інше разом на цьому альбомі.  […] Усі гудуть про цей альбом. Ми просто спробували повернути ту енергію, хвилювання та мотиви до гурту, бо сесії Scream Aim Fire  просто вирвали наші серця від бажання бути в групі».

## Реліз та просування
14 лютого 2010 гурт виклав новий трек «Begging for Mercy» для безкоштовного завантаження з їх офіційного вебсайту протягом обмеженого часу.
Перший і провідний сингл для США, «Your Betrayal» був запланований для релізу на радіо 8 березня 2010 і, несподівано, вийшов раніше на iTunes разом із треком «Begging for Mercy» майже на тиждень раніше — 2 березня 2010.
Другий сингл у Великій Британії, «The Last Fight», вийшов 19 квітня 2010 на радіо, а також він вийшов обмеженим тиражем на вініловій платівці 17 квітня 2010, разом з «Begging for Mercy».
24 лютого 2010 Bullet for My Valentine відвідали Лос-Анджелес, щоб зняти декілька музичних відеокліпів: одне відео для американського провідного синглу «Your Betrayal» (який вийшов 12 квітня 2010), а інший — для провідного синглу Великої Британії «The Last Fight» (вийшов 12 березня 2010). Режисером обох відео виступив Пол Браун (найбільш відомий своєю роботою з Slipknot і Korn).
У вересні 2010 на австралійському радіо Меттью Так оголосив, що будуть проводити знімання відеокліпу до треку «Bittersweet Memories». Музичне відео на «Bittersweet Memories» вийшло 25 листопада 2010. У лютому 2011 в телефонному інтерв'ю барабанщик Майкл Томас заявив, що початкові сценарії кліпів на композиції «Bittersweet Memories» та «Fever» були забраковані, тож сам Томас разом Меттью Таком написали сценарій до відеокліпу «Bittersweet Memories», який і побачив світ, а від кліпу для треку «Fever» вирішили взагалі відмовитися.

## Критика
Після його виходу альбому «Fever», він отримав позитивні відгуки критиків, що відображається на основі досягнутих 63 бали зі 100 на основі 12 відгуків критиків Metacritic.
Allmusic стверджують, що на своєму третьому диску група «закріпила свій стиль і знайшла баланс між двома попередніми дисками» та описують альбом як «солідна робота гурту, який знає свої сильні сторони».
Kerrang! дали альбому рейтинг 5/5 K.
«Fever» отримав позитивні відгуки від Rock Sound («[…] Тут немає жодного треку, який би створив неприємний контраст»).Рецензент Стів Бібі з захопленням написав:
«Це правда, що „Fever“ поєднує мелодії першого альбому „The Poison“ зі швидкістю „Scream Aim Fire“, але вони також йдуть набагато далі. Їх натхненне написання пісень, бездоганний музичний стиль та нестримна впевненість підіймають Bullet for My Valentine до такого рівня, на який вони могли б лише сподіватися раніше. З настанням нового дня розпочинається найкраща годин».
І навпаки, The New Review дали альбому 2,5 з 5 балів; розчарований новою платівкою гурту, Бен Вестерман прокоментував: «[…] Як шанувальник, я хочу почути, у якому напрямку команда піде далі, дозволивши цій лихоманці пройти і рухатися далі».
PopMatters класифікує його як гідний альбом, оскільки він «[…] підтримує рівень якості, який мав „Scream Aim Fire“, але не повертаються до свого попереднього рівня досконалості. […] більше хороших пісень, ніж поганих („The Last Fight“, „Pleasure and Pain“ та „Dignity“), але погані пісні мають серйозні недоліки і, ймовірно, будуть виділятися більше, ніж позитивні сторони хороших пісень».
У своєму журналі Guitar Edge у червні 2010 описували «Fever» як один з найцікавіших альбомів Bullet for My Valentine на сьогоднішній день. «[…] Він поєднує в собі заразливі мелодії та грубу силу, яку очікують слухачі, але з новим, хоча і класичним, звучанням. Альбом — це звуковий шедевр, який демонструє феноменальний діапазон талантів команди».
Одним із треків, які отримали похвалу, попри те, що вони не виходили як сингл, була композиція «Alone». ВВС описують це як «[…] найяскравіший видатний трек, який вражає шаленим рифом та протікає аж до його ядра — це, напевно, викликає тремтіння у кожного слухача, така його величина». Billboard також повністю сподобався цей трек, заявивши, що «[…]„Alone“ пропонує шість хвилин епічного інструментування припливів та відпливів».

## Список композицій
Автор слів Меттью Так, автор музики Bullet for My Valentine. 
| Стандартне видання        | Стандартне видання            | Стандартне видання |
| #                         | Назва                         | Тривалість         |
| ------------------------- | ----------------------------- | ------------------ |
| 1.                        | «Your Betrayal»               | 4:51               |
| 2.                        | «Fever»                       | 3:57               |
| 3.                        | «The Last Fight»              | 4:19               |
| 4.                        | «A Place Where You Belong»    | 5:06               |
| 5.                        | «Pleasure and Pain»           | 3:53               |
| 6.                        | «Alone»                       | 5:56               |
| 7.                        | «Breaking Out, Breaking Down» | 4:04               |
| 8.                        | «Bittersweet Memories»        | 5:09               |
| 9.                        | «Dignity»                     | 4:29               |
| 10.                       | «Begging for Mercy»           | 3:56               |
| 11.                       | «Pretty on the Outside»       | 3:56               |
| Загальна тривалість 49:33 |                               |                    |

| Бонусні треки з передзамовлення на iTunes | Бонусні треки з передзамовлення на iTunes | Бонусні треки з передзамовлення на iTunes |
| #                                         | Назва                                     | Тривалість                                |
| ----------------------------------------- | ----------------------------------------- | ----------------------------------------- |
| 12.                                       | «The Last Fight»                          | 4:38                                      |
| Загальна тривалість 54:11                 |                                           |                                           |

| Бонусні треки з британського видання | Бонусні треки з британського видання             | Бонусні треки з британського видання |
| #                                    | Назва                                            | Тривалість                           |
| ------------------------------------ | ------------------------------------------------ | ------------------------------------ |
| 12.                                  | «Fever» (наживо на XFM)                          | 3:57                                 |
| 13.                                  | «The Last Fight» (наживо на XFM)                 | 4:18                                 |
| 14.                                  | «Bittersweet Memories» (наживо на наживо на XFM) | 5:07                                 |
| Загальна тривалість 67:33            |                                                  |                                      |

| Бонусні треки з японського видання | Бонусні треки з японського видання                                  | Бонусні треки з японського видання |
| #                                  | Назва                                                               | Тривалість                         |
| ---------------------------------- | ------------------------------------------------------------------- | ---------------------------------- |
| 12.                                | «The Last Fight» (акустична версія)                                 | 4:38                               |
| 13.                                | «Road to Nowhere» (з подарункового видання Scream Aim Fire)         | 4:19                               |
| 14.                                | «Watching Us Die Tonight» (з подарункового видання Scream Aim Fire) | 3:53                               |
| 15.                                | «One Good Reason Why» (з подарункового видання Scream Aim Fire)     | 4:02                               |
| Загальна тривалість 66:22          |                                                                     |                                    |

## Учасники запису
Інформація про учасників запису запозичена з сайту AllMusic:
- Меттью Так — вокал, ритм-гітара
- Майкл Педжет — гітара, беквокал
- Джейсон Джеймс — бас-гітара, вокал
- Майкл Томас — барабани

## Позиції у чартах
| Чарти (2010)                                         | Найвища позиція |
| ---------------------------------------------------- | --------------- |
| Австралія Australian Albums (ARIA)                   | 5               |
| Австрія Austrian Albums (Ö3 Austria)                 | 2               |
| Бельгія Belgian Albums (Ultratop Flanders)           | 48              |
| Бельгія Belgian Albums (Ultratop Wallonia)           | 65              |
| Канада Canadian Albums (Billboard)                   | 4               |
| Нідерланди Dutch Albums (MegaCharts)                 | 84              |
| Фінляндія Finnish Albums (Suomen virallinen lista)   | 3               |
| Франція French Albums (SNEP)                         | 25              |
| Німеччина German Albums (Offizielle Top 100)         | 3               |
| Греція Greek Albums (IFPI)                           | 2               |
| Ірландія Irish Albums (IRMA)                         | 23              |
| Італія Italian Albums (FIMI)                         | 50              |
| Японія Japanese Albums (Oricon)                      | 8               |
| Нова Зеландія New Zealand Albums (Recorded Music NZ) | 9               |
| Норвегія Norwegian Albums (VG-lista)                 | 19              |
| Шотландія Scottish Albums (OCC)                      | 7               |
| Іспанія Spanish Albums (PROMUSICAE)                  | 80              |
| Швеція Swedish Albums (Sverigetopplistan)            | 14              |
| Швейцарія Swiss Albums (Schweizer Hitparade)         | 4               |
| Велика Британія UK Albums (OCC)                      | 5               |
| Велика Британія UK Digital Albums (OCC)              | 4               |
| Велика Британія UK Rock & Metal Albums (OCC)         | 1               |
| США Billboard 200                                    | 3               |
| США Top Alternative Albums (Billboard)               | 1               |
| США Top Rock Albums (Billboard)                      | 1               |
| США Top Hard Rock Albums (Billboard)                 | 1               |

| Чарти (2010)                    | Позиція |
| ------------------------------- | ------- |
| США Billboard 200               | 168     |
| США Top Rock Albums (Billboard) | 42      |

## Сертифікація
| Регіон                                             | Сертифікація | Продажі  |
| -------------------------------------------------- | ------------ | -------- |
| Велика Британія (BPI)                              | Золотий      | 100 000^ |
| ^відвантаження, що базуються лише на сертифікаціях |              |          |